# Drillia asra
Drillia asra é uma espécie de gastrópode do gênero Drillia, pertencente a família Drilliidae.